# Reeva Steenkampová
Reeva Rebecca Steenkampová (nepřechýleně Steenkamp, 19. srpna 1983, Kapské Město – 14. února 2013, Pretorie) byla jihoafrická modelka, kterou v roce 2013 zastřelil její partner, jihoafrický tělesně postižený běžec Oscar Pistorius.

## Život
Narodila se v Kapském Městě, později se rodina přestěhovala do Port Elizabeth. Od 14 let se věnovala modelingu. V roce 2005 získala bakalářský titul na Metropolitní univerzitě Nelsona Mandely v oboru práva. Jako modelka pracovala například pro FHM, Avon a Fashion TV.